# ملصق إلهامي

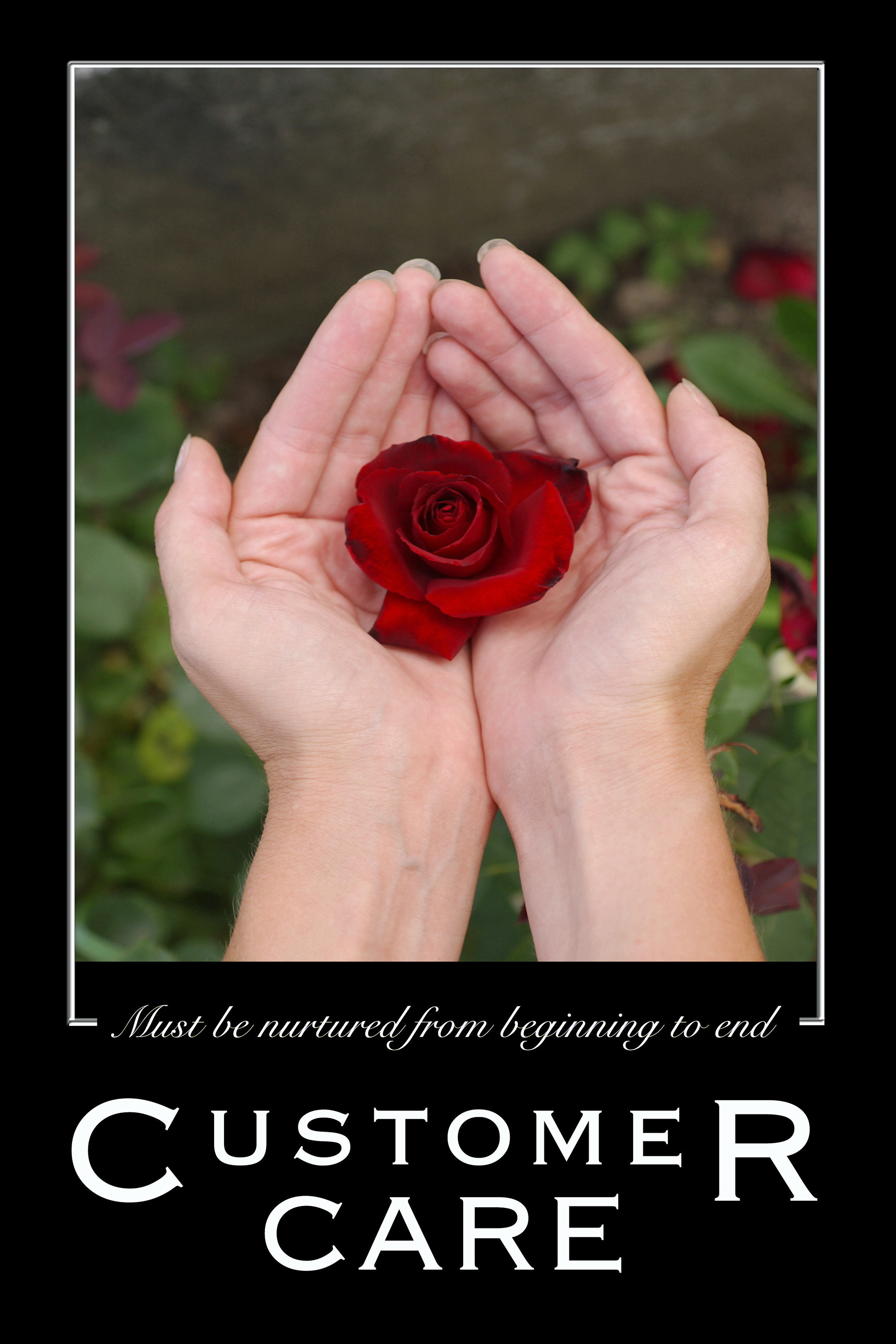
ملصق تحفيزي بأسلوب تلك التي تنتجها شركة Successories

الملصق التحفيزي، أو الملصق الملهم، هو نوع من الملصقات المصممة بشكل شائع للاستخدام في المدارس والمكاتب.

ملصق Keep Calm and Carry On الذي تم إنشاؤه في الحرب العالمية الثانية في بريطانيا

الهدف من الملصقات التحفيزية هو جعل الناس يحققون المزيد، أو التفكير بشكل مختلف في الأشياء التي قد يتعلمونها أو يفعلونها.
غير أن هذه ليست الطريقة التي ينظر بها الجميع إلى مثل هذه الملصقات. على سبيل المثال، كتب ارت بتي في مناقشة الابتكار أنه «لا يمكن تفويضه أو تشريعه، وبالتأكيد ليس مستوحى من ملصق تحفيزي لشركه». تستنتج CBS News أن الملصقات التحفيزية الحديثة «موجهة أكثر نحو الأشياء التي يجب القيام بها أكثر من الأشياء التي من الجيد تصديقها».

## تأثيرات
يمكن أن يكون للملصقات التحفيزية تأثيرات سلوكية. على سبيل المثال، وجد موتري وبلامي،  من جامعة جلاسكو ومجلس صحة غلاسكو الكبرى، في إحدى الدراسات أن وضعهم لملصق تحفيزي يشجع على استخدام السلم أمام سلم متحرك ودرج موازٍ، في محطة تحت الأرض، تضاعف مقدار استخدام الدرج. تدعم جميع هذه الدراسات النتيجة التي تفيد بأن مثل هذه الملصقات التحفيزية، الموضوعة في موضع اتخاذ القرار، يمكن أن يكون لها تأثير سلوكي، مع تراجع هذا التأثير مرة أخرى إلى الصفر تدريجيًا على مدى أسابيع بعد إزالة الملصق.

## المحاكاة الساخرة والملصقات المحبطة
المحاكاة الساخرة للملصقات التحفيزية، والمعروفة عمومًا بالملصقات التثبيطية أو المحفزات أصبحت ميمي على الإنترنت. يُظهر أحد الملصقات التحفيزية الشهيرة قطة عالقه على فرع شجرة جنبًا إلى جنب مع عبارة تماسك، حبيبي! " لقد كان هذا هدفًا للعديد من النسخ والمحاكاة الساخرة، مثل ظهور في حلقة آل سيمبسون" عالم مارج سيمبسون المعقد" حيث لاحظت مارج سيمبسون تاريخ حقوق النشر (1968) والتعليقات... مصممة أم لا، تلك القطة يجب أن تكون ميته منذ فترة طويلة. هذا نوعا ما محبط. مرجع آخر للملصق هو صورة The Onions 1999 "في الأخبار" صورة بعنوان "الملصق الملهم هريرة تسقط حتى الموت بعد 17 عامًا".